# Liten trappmossa
Liten trappmossa (Anastrophyllum minutum) är en levermossart som först beskrevs av Johann Christian Daniel von Schreber, och fick sitt nu gällande namn av Rudolf Mathias Schuster. Liten trappmossa ingår i släktet trappmossor, och familjen Lophoziaceae. Arten är reproducerande i Sverige.